# Pleurostomellidae
Pleurostomellidae es una familia de foraminíferos bentónicos de la superfamilia Pleurostomelloidea, del suborden  Buliminina y del orden Buliminida. Su rango cronoestratigráfico abarca desde el Aptiense (Cretácico inferior) hasta la Actualidad.

## Discusión
Clasificaciones previas incluían Pleurostomellidae en el suborden Rotaliina y/o orden Rotaliida.

## Clasificación
Pleurostomellidae incluye a las siguientes subfamilias y géneros:
- Subfamilia Pleurostomellinae
  - Bandyella †
  - Clarella
  - Ellipsolingulina †
  - Neopleurostomella
  - Obesopleurostomella
  - Ossaggittia
  - Pleuroskelidion †
  - Pleurostomella

Otra subfamilia considerada en Pleurostomellidae es:
- Subfamilia Pazdroellinae
  - Pazdroella
  - Quadriaperturina
  - Triaperturina

Otros géneros asignados a Pleurostomellidae y actualmente clasificados en otras familias son:
- Amplectoductina † de la subfamilia Pleurostomellinae, ahora en la familia Ellipsoidinidae
- Cribropleurostomella † de la subfamilia Cribropleurostomellinae, ahora en la familia Ellipsoidinidae
- Daucina † de la subfamilia Pleurostomellinae, ahora en la familia Ellipsoidinidae
- Drepaniota † de la subfamilia Pleurostomellinae, ahora en la familia Ellipsoidinidae
- Ellipsobulimina † de la subfamilia Pleurostomellinae, ahora en la familia Ellipsoidinidae
- Ellipsodimorphina † de la subfamilia Pleurostomellinae, ahora en la familia Ellipsoidinidae
- Ellipsoglandulina de la subfamilia Pleurostomellinae, ahora en la familia Ellipsoidinidae
- Ellipsoidella † de la subfamilia Pleurostomellinae, ahora en la familia Ellipsoidinidae
- Ellipsoidina † de la subfamilia Pleurostomellinae, ahora en la familia Ellipsoidinidae
- Ellipsopolymorphina † de la subfamilia Pleurostomellinae, ahora en la familia Ellipsoidinidae
- Laterohiatus † de la subfamilia Pleurostomellinae, ahora en la familia Ellipsoidinidae
- Nodosarella de la subfamilia Pleurostomellinae, ahora en la familia Ellipsoidinidae
- Pinaria † de la subfamilia Pleurostomellinae, ahora en la Familia Ellipsoidinidae
- Drepaniota † de la subfamilia Pleurostomellinae, ahora en la familia Ellipsoidinidae
- Wheelerella † de la subfamilia Wheelerellinae, ahora en la familia Ellipsoidinidae

Otros géneros considerados en Pleurostomellidae son:
- Clarella de la subfamilia Pleurostomellinae, aceptado como Pleurostomella
- Delphinoidella de la subfamilia Pleurostomellinae
- Ellipsodentalina de la subfamilia Pleurostomellinae, aceptado como Pleurostomella
- Pleurostomellina de la subfamilia Pleurostomellinae, aceptado como Pleurostomella
- Rostrolina de la subfamilia Pleurostomellinae, considerado sinónimo posterior de Ellipsopolymorphina